# Kevin English
Kevin English es un deportista zimbabuense que compitió en natación adaptada. Ganó una medalla de bronce en los Juegos Paralímpicos de Heidelberg 1972 en la prueba de 100 m espalda (clase 5).

## Palmarés internacional
| Representando a Rodesia del Sur |                  |                   |                 |
| Juegos Paralímpicos             |                  |                   |                 |
| Año                             | Lugar            | Medalla           | Prueba          |
| 1972                            | Heidelberg (RFA) | Medalla de bronce | 100 m espalda 5 |